# Brantigny
Brantigny es una comuna francesa situada en el departamento de Vosgos, en la región de Gran Este.

## Demografía
| 121 | 127 | 95 | 162 | 151 | 149 | 204 |
| Para los censos de 1962 a 1999 la población legal corresponde a la población sin duplicidades (Fuente: INSEE [Consultar]) |     |    |     |     |     |     |